# Cybaeozyga heterops
Espèce
Cybaeozyga heterops est une espèce d'araignées aranéomorphes de la famille des Cybaeidae.

## Distribution
Cette espèce est endémique d'Oregon aux États-Unis,. Elle se rencontre dans le comté de Josephine,.

## Description
Le mâle holotype mesure 2,70 mm.

## Publication originale
- Chamberlin & Ivie, 1937 : « New spiders of the family Agelenidae from western North America. » Annals of the Entomological Society of America, vol. 30, no 2, p. 211-230.